# Jeorjos Papanikolau (lekarz)
Jeorjos Papanikolau (gr. Γεώργιος Παπανικολάου); ang. George Nicholas Papanicolaou (ur. 13 maja 1883 w Kimi, zm. 19 lutego 1962 w Miami) – amerykański lekarz ginekolog greckiego pochodzenia, pionier badania cytologicznego i wczesnego wykrywania zmian przedrakowych szyjki macicy. Laureat Nagrody Laskera (1950).

## Prace
- Papanicolaou G.N, Traut H.F. Diagnosis of Uterine Cancer by the Vaginal Smear. New York, The Commonwealth Fund, 1943.